# Natação no Campeonato Europeu de Esportes Aquáticos de 2012 - 200 m borboleta feminino
A prova dos 200 metros borboleta feminino da natação no Campeonato Europeu de Esportes Aquáticos de 2012 ocorreu entre os dias 26 e 27 de maio em Debrecen na Hungria. 

## Calendário
| Fase          | Data       | Hora  |
| ------------- | ---------- | ----- |
| Eliminatórias | 26 de maio | 09:55 |
| Semifinal     | 26 de maio | 18:13 |
| Final         | 27 de maio | 17:20 |

Todos os horários estão no horário local (UTC+1)

## Recordes
Antes desta competição, os recordes eram os seguintes:
| Recorde mundial       | Liu Zige           | 2:01.81 | Jinan  | 20 de outubro de 2009 |
| Recorde europeu       | Katinka Hosszú     | 2:04.27 | Roma   | 29 de julho de 2009   |
| Recorde do campeonato | Otylia Jędrzejczak | 2:05.78 | Berlim | 4 de agosto de 2002   |

## Medalhistas
| Ouro                 | Prata                   | Bronze                  |
| Katinka Hosszú (HUN) | Zsuzsanna Jakabos (HUN) | Martina Granström (SWE) |

## Resultados

### Eliminatórias
Esses foram os resultados das eliminatórias. 
| Pos. | Bateria | Raia | Nadadora               | Nacionalidade | Tempo   | Notas |
| ---- | ------- | ---- | ---------------------- | ------------- | ------- | ----- |
| 1    | 1       | 4    | Katinka Hosszú         | Hungria       | 2:07.79 | Q     |
| 2    | 2       | 4    | Zsuzsanna Jakabos      | Hungria       | 2:09.17 | Q     |
| 3    | 2       | 5    | Martina Granström      | Suécia        | 2:10.35 | Q     |
| 4    | 3       | 4    | Mireia Belmonte García | Espanha       | 2:11.10 | Q     |
| 5    | 3       | 2    | Denisa Smolenová       | Eslováquia    | 2:12.14 | Q     |
| 6    | 1       | 6    | Sara Freitas Oliveira  | Portugal      | 2:12.23 | Q     |
| 7    | 1       | 3    | Franziska Hentke       | Alemanha      | 2:12.65 | Q     |
| 8    | 2       | 6    | Liliána Szilágyi       | Hungria       | 2:12.84 |       |
| 9    | 2       | 2    | Ingvild Snildal        | Noruega       | 2:13.09 | Q,    |
| 10   | 3       | 3    | Alessia Polieri        | Itália        | 2:13.57 | Q     |
| 11   | 2       | 3    | Martina van Berkel     | Suíça         | 2:13.81 | Q     |
| 12   | 1       | 2    | Maria Novikova         | Rússia        | 2:15.23 | Q     |
| 13   | 3       | 6    | Emilia Pikkarainen     | Finlândia     | 2:15.56 | Q     |
| 14   | 3       | 5    | Judit Ignacio Sorribes | Espanha       | 2:15.61 | Q     |
| 15   | 3       | 7    | Jasmin Rosenberger     | Turquia       | 2:17.01 | Q     |
| 16   | 2       | 7    | Simona Muccioli        | San Marino    | 2:19.85 | Q     |
| 17   | 1       | 7    | Vaiva Gimbutytė        | Lituânia      | 2:21.59 | Q     |
| 18   | 3       | 1    | Emilie Loevberg        | Noruega       | 2:29.22 |       |
| 19   | 1       | 5    | Anja Klinar            | Eslovênia     | DNS     |       |

### Semifinal
Esses foram os resultados das semifinais. 
Semifinal 1
| Pos. | Raia | Nadadora               | Nacionalidade | Tempo   | Notas            |
| ---- | ---- | ---------------------- | ------------- | ------- | ---------------- |
| 1    | 4    | Zsuzsanna Jakabos      | Hungria       | 2:09.09 | Q                |
| 2    | 5    | Mireia Belmonte García | Espanha       | 2:09.14 | Q                |
| 3    | 2    | Martina van Berkel     | Suíça         | 2:11.31 | Q                |
| 4    | 6    | Ingvild Snildal        | Noruega       | 2:11.47 | Recorde nacional |
| 5    | 3    | Sara Freitas Oliveira  | Portugal      | 2:11.98 |                  |
| 6    | 7    | Emilia Pikkarainen     | Finlândia     | 2:14.75 |                  |
| 7    | 1    | Jasmin Rosenberger     | Turquia       | 2:16.44 |                  |
| 8    | 8    | Vaiva Gimbutytė        | Lituânia      | 2:24.83 |                  |

Semifinal 2
| Pos. | Raia | Nadadora               | Nacionalidade | Tempo   | Notas |
| ---- | ---- | ---------------------- | ------------- | ------- | ----- |
| 1    | 4    | Katinka Hosszú         | Hungria       | 2:07.03 | Q     |
| 2    | 5    | Martina Granström      | Suécia        | 2:08.65 | Q     |
| 3    | 6    | Franziska Hentke       | Alemanha      | 2:09.40 | Q     |
| 4    | 1    | Judit Ignacio Sorribes | Espanha       | 2:10.47 | Q     |
| 5    | 3    | Denisa Smolenová       | Eslováquia    | 2:11.08 | Q,    |
| 6    | 2    | Alessia Polieri        | Itália        | 2:11.46 |       |
| 7    | 7    | Maria Novikova         | Rússia        | 2:16.42 |       |
| 8    | 8    | Simona Muccioli        | San Marino    | 2:19.70 |       |

### Final
Esse foi o resultado da final. 
| Pos.              | Raia | Nadadora               | Nacionalidade | Tempo   | Notas            |
| ----------------- | ---- | ---------------------- | ------------- | ------- | ---------------- |
| Medalha de ouro   | 4    | Katinka Hosszú         | Hungria       | 2:07.28 |                  |
| Medalha de prata  | 3    | Zsuzsanna Jakabos      | Hungria       | 2:07.86 |                  |
| Medalha de bronze | 5    | Martina Granström      | Suécia        | 2:08.22 |                  |
| 4                 | 6    | Mireia Belmonte García | Espanha       | 2:08.91 |                  |
| 5                 | 2    | Franziska Hentke       | Alemanha      | 2:09.01 |                  |
| 6                 | 7    | Judit Ignacio Sorribes | Espanha       | 2:09.14 |                  |
| 7                 | 1    | Denisa Smolenová       | Eslováquia    | 2:10.70 | Recorde nacional |
| 8                 | 8    | Martina van Berkel     | Suíça         | 2:11.69 |                  |

Legenda
| Recorde mundial       | Recorde mundial (World record)               |                       | Recorde africano                      | Recorde africano (African) |                                           | Q | Classificado por posição (Qualified) |
| Recorde do campeonato | Recorde do campeonato (Championship record)  | Recorde da América    | Recorde da América (Americas)         | q                          | Classificado por melhor tempo (Qualified) |   |                                      |
| Melhor marca do ano   | Melhor marca do ano (World leading)          | Recorde asiático      | Recorde asiático (Asian)              | DNS                        | Não largou (Did not start)                |   |                                      |
| Recorde nacional      | Recorde nacional (National record)           | Recorde europeu       | Recorde europeu (European)            | DNF                        | Não terminou (Did not finish)             |   |                                      |
| Recorde pessoal       | Recorde pessoal do atleta (Personal best)    | Recorde da Oceania    | Recorde da Oceania (Oceania)          | DSQ / DQ                   | Desclassificado (Disqualified)            |   |                                      |
| Recorde da temporada  | Recorde da temporada do atleta (Season best) | Recorde sul-americano | Recorde sul-americano (South America) | NM                         | Sem marca (No mark)                       |   |                                      |